# Carl Albrecht (Mediziner)
Carl Eduard Albrecht (* 28. März 1902 in Bremen; † 19. Juli 1965 in Leuchtenburg) war ein philosophisch und psychologisch engagierter deutscher Arzt und Mystiker.

## Leben
Carl Albrecht stammte aus der einflussreichen norddeutschen Familie Albrecht. Er war der älteste Sohn des Bremer Großkaufmanns Carl Albrecht und dessen amerikanischer Frau Mary Ladson Robertson, einer Nachfahrin des Politikers James Ladson und des Plantagenbesitzers und Geschäftsmanns James H. Ladson. An der Universität Leipzig nahm er 1920 ein Studium der Geschichte, Volkswirtschaft, Philosophie und Psychologie. Er hörte u. a. bei dem Gestaltpsychologen Felix Krueger. Nach seinem Wechsel nach Marburg schrieb er sich für Medizin ein. Daneben befasste er sich mit Theologie, wurde von Rudolf Bultmann und Martin Heidegger beeinflusst, während Karl Barth ihn vor allem als Widerpart prägte. Während des Studiums trat er der Wandervogelbewegung und der SPD bei, die er 1928 wieder verließ. Im selben Jahr erhielt er seine Approbation, ab 1932 praktizierte er in Bremen als Facharzt für Innere Medizin.
Neben seiner medizinischen Tätigkeit beschäftigte sich Carl Albrecht mit autogenem Training. Daraus entwickelte er eine Versenkungstechnik, die er einerseits therapeutisch als Arzt einsetzte, andererseits aber auch zunehmend – insbesondere nach dem Zweiten Weltkrieg – zur phänomenologischen Erforschung des mystischen Bewusstseinszustandes nutzte, wobei er sich in seinem methodologisch wegweisenden Ansatz vor allem auf die hermeneutische Ausdeutung aufgezeichneter sprachlicher Äußerungen stützte, die im Trance-Zustand gemacht worden waren.
Anfänglich hatte Albrecht ein primär naturwissenschaftlich-medizinisches Interesse am Phänomen der Mystik (also an Transzendenzerfahrungen, an radikal erweiterten und veränderten Bewusstseinszuständen). Entgegen seiner skeptizistisch-kritischen Ausgangshypothese kam er schließlich zu der Erkenntnis, dass die (echte) Mystik durchaus kein psychopathologisches Phänomen oder bloßer esoterischer Humbug sei. Stattdessen ging Albrecht davon aus, dass der (authentische) Mystiker im Zustand der Versunkenheit in der Tat die Teilhabe am absoluten Bewusstsein erlebt und der Zustand des mystischen Bewusstseins daher bei genauerer Betrachtung als der höchste, klarste und gesundeste geistige Zustand zu charakterisieren sei, den der Mensch erlangen könne. Der vermeintliche Realitätsverlust des Mystikers erweise sich phänomenologisch betrachtet als dessen Durchbruch zur noetischen Erkenntnis der Höchstwirklichkeit (bzw. des Absoluten). Aus dem objektivistisch orientierten Mystik-Forscher Carl Albrecht wurde im Laufe der Zeit ein bedeutender moderner Mystiker, der zudem vom Protestantismus zum Katholizismus übertrat.

## Familie
Carl Albrecht ist der Vater des CDU-Politikers Ernst Albrecht und des Dirigenten George Alexander Albrecht sowie der Großvater von Ursula von der Leyen, Hans-Holger und Marc Albrecht. Das Grab der Familie Albrecht befindet sich auf dem Waller Friedhof in Bremen; das Grab des Urgroßvaters, Baron Ludwig Knoop, ebenfalls.

## Schriften
- Psychologie des mystischen Bewußtseins. Bremen 1951.
- Das mystische Erkennen. Gnoseologie und philosophische Relevanz der mystischen Relation. Bremen 1958.
- Carl Albrecht, Das mystische Wort. Erleben und Sprechen in Versunkenheit. Dargestellt und herausgegeben von Hans A. Fischer-Barnicol. Mit einem Vorwort von Karl Rahner. Mainz 1974.

- Englischsprachige Ausgaben:
- Carl Albrecht: Psychology of Mystical Consciousness.Translated, introduced and annotated by Franz K. Woehrer. New York 2019.
- Carl Albrecht: Mystical Recognition. Gnoseology and Philosophical Relevance of the 'Mystical Relation'. Translated, introduced and annotated by Franz K. Woehrer. New York 2020.